# Ensomme Gamles Værn
Fonden Ensomme Gamles Værn er en forskningsorienteret humanitær fond. Fondens formål er at arbejde for at forbedre vilkårene for dårligt stillede, ældre mennesker i Danmark - både dem der har mindst socialt og økonomisk. Dette opnås ved, at man udnytter sine midler til at forske i og afhjælpe sociale problemer, ensomhed samt marginalisering blandt ældre mennesker.
Den 15. oktober 1910 stiftede pastor Hermann Koch og andre foreningen Ensomme Gamles Værn. I 1924 omdannedes foreningen til en institution og har siden 1970 været selvejende.
Fonden har skiftet navn flere gange igennem årene. I 1960 ændredes navnet fra Ensomme Gamles Værn til EGV. I forbindelse med etableringen af Ældre Sagen i 1986  blev navnet ændret til Ældre Fonden. I 2003 ændredes navnet på ny, denne gang til EGV Fonden. I 2012 blev det besluttet at ændre fondens navn tilbage til det oprindelige navn, Ensomme Gamles Værn.
Kultursociolog, ph.d. Christine E. Swane  har været direktør for Ensomme Gamles Værn fra september 2006.
H.K.H. Prinsgemalen var protektor for fonden.

## Formænd
- 1946-1970: Carl Moltke
- 1970-2002: ukendt
- Siden 2002: Søren Dræby Christiansen
- Siden 2015: Marianne Lundsgaard [3]